# Anne Buydens

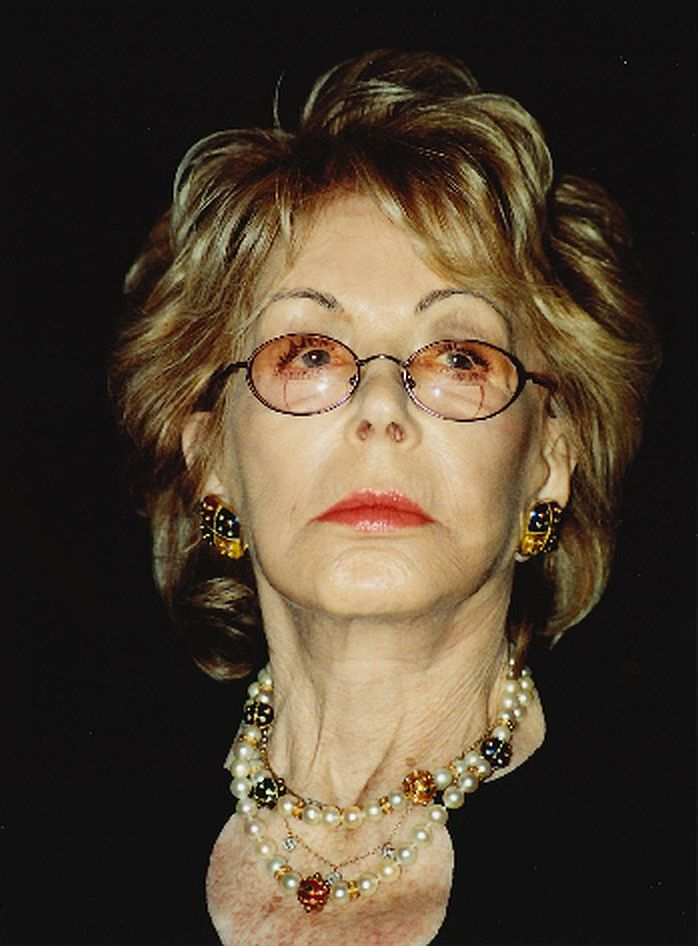
Anne Buydens (2000)

Anne Buydens, bürgerlich Anne Douglas (gebürtig: Hannelore Marx; * 23. April 1919 in Hannover; † 29. April 2021 in Los Angeles, Kalifornien), war eine US-amerikanische Schauspielerin und Filmproduzentin. Sie war ab 1954 mit dem Schauspieler Kirk Douglas verheiratet.

## Leben und Wirken

### Jugend
Als Jugendliche wanderte Anne Buydens mit ihrer Familie nach Belgien aus und nahm die belgische Staatsbürgerschaft an. Nach der Scheidung ihrer Eltern besuchte sie ein Internat in der Schweiz, wo sie Englisch, Französisch und Italienisch lernte. Während des Zweiten Weltkriegs floh sie mit ihrem Mann, dem Belgier Albert Buydens, nach Paris, wo sie Filmdialoge übersetzte und Untertitel schrieb.

### Ehe mit Kirk Douglas

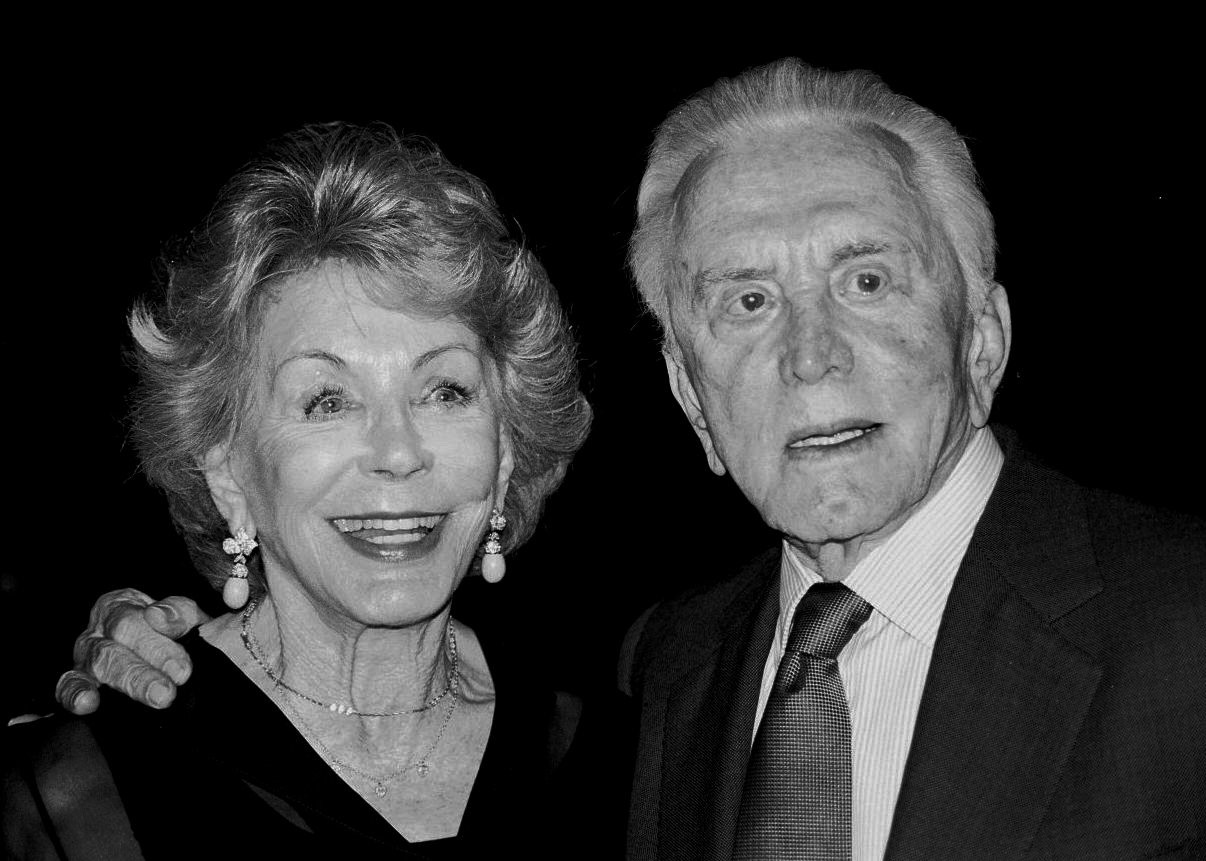
Anne Buydens und Kirk Douglas, 2003

Anfang der 1950er Jahre arbeitete Buydens als Public Relations Managerin in der Filmbranche, beispielsweise für John Huston bei der Produktion des Films Moulin Rouge und ab 1953 als Protokollchefin beim Filmfestival von Cannes. Während ihrer Tätigkeit bei der Produktion des Films Ein Akt der Liebe (Act of Love) begegnete sie Kirk Douglas, der als Schauspieler in dem Film mitwirkte. Douglas, der seit 1951 von seiner ersten Frau Diana Dill (1923–2015) geschieden war, engagierte Anne Buydens als Assistentin.
Am 29. Mai 1954 heirateten Buydens und Douglas in Las Vegas, Nevada. Dadurch wurde Anne Buydens die Stiefmutter von Michael und Joel, den beiden Söhnen aus Kirk Douglas’ erster Ehe. Am 23. November 1955 wurde der erste gemeinsame Sohn Peter geboren. Am 21. Juni 1958 kam ihr zweiter Sohn Eric zur Welt, der am 6. Juli 2004 starb. Im Jahr 1959 wurde sie amerikanische Staatsbürgerin.
Als Anne Buydens und Kirk Douglas im Jahr 2004 anlässlich ihres 50. Hochzeitstages ihr Eheversprechen erneuerten, konvertierte Anne ihrem Mann zuliebe zum jüdischen Glauben. Im April 2021 starb sie, vierzehn Monate nach ihrem Ehemann, im Alter von 102 Jahren in Los Angeles.

### Arbeit als Schauspielerin und Produzentin
Ab 1955 arbeitete Buydens als Präsidentin von Bryna Productions, der Produktionsfirma ihres Mannes. Zwischen 1958 und 2013 wirkte sie als Schauspielerin in verschiedenen Fernsehserien und Dokumentationen mit. 1973 produzierte sie den Film Scalawag mit Kirk Douglas als Regisseur und Hauptdarsteller, zwei Jahre später den Film Männer des Gesetzes. Ihre letzte Arbeit als Produzentin war 2009 die Dokumentation Kirk Douglas: Before I Forget.

### Soziales Engagement
Das soziale Engagement von Anne Buydens begann, nachdem sie eine Brustkrebs-Erkrankung überlebt hatte. Mit sechs weiteren Überlebenden gründete sie die Organisation Research for Women’s Cancers und sammelte mehrere Millionen Dollar zur Finanzierung einer Forschungseinrichtung am Cedars-Sinai Medical Center, einem Non-Profit-Krankenhaus in Los Angeles.
Gemeinsam mit ihrem Ehemann gründete sie Harry’s Haven, die nach Kirk Douglas’ Vater benannte Alzheimer-Abteilung des Motion Picture & Television Fund, eines Fonds, der sich hilfsbedürftiger Angehöriger der Filmwirtschaft annimmt.
Das Ehepaar engagierte sich auch für den Wiederaufbau von Spielplätzen im Los Angeles Unified School District. Die Bemühungen begannen, als Anne in der Zeitung las, dass die Schulhöfe des Bezirks so heruntergekommen waren, dass die Kinder in den Häusern gehalten wurden. In Israel finanzierte das Paar drei Spielplätze und einen Park mit dem Ziel, dass jüdische und arabische Kinder dort zusammen spielen können.
1992 wurde das Anne Douglas Center for Women mit 30 Betten eröffnet, um obdachlose Frauen, die durch Depressionen, Drogenmissbrauch und Familienprobleme in Not geraten sind, langfristig zu betreuen und ihnen Erholung zu ermöglichen.

“If I had but one wish, I think becoming a recognized patron of homeless men and women would be it. I hope together we will be able to alleviate their plight entirely.”

„Hätte ich nur einen einzigen Wunsch, wäre ich eine anerkannte Schutzpatronin von obdachlosen Männern und Frauen. Ich hoffe, dass wir gemeinsam ihre Notlage vollständig lindern können.“